# Слобожанець (трактор)
«Слобожанець» — сімейство тракторів і спеціальної техніки на їх базі виробництва Слобожанської промислової компанії (Харків). Випускаються з 2004 року. Найбільш поширені і відомі моделі — ХТА-200-10, ХТА-220-2, ХТА-200-02М і ХТА-250-10. У тракторів серії колісний хід, швелерна клепана шарнірно-зчленована рама і дизельний двигун потужністю 180—265 к. с. Тяговий клас — 3-5.

## Призначення
Трактори призначені для робіт з навісними, напівнавісними і причіпними гідрофікованими машинами і знаряддями на: оранці, дискуванні, суцільній культивації, боронуванні, закритті вологи, передпосівній обробці ґрунту, посіві, збиральних, землерийних, дорожньо-будівельних роботах і для виконання транспортних робіт з причепами та напівпричепами на магістральних дорогах і в умовах бездоріжжя.
Трактори також використовуються в якості бази для дорожньо-будівельних машин і машин для лісової промисловості.

## Особливості конструкції
Трактори серії ХТА-200-10, ХТА-220-2 і ХТА-250-10 мають переднє розташування двигуна. До двигуна кріпиться коробка передач, над нею розташовується кабіна. Коробка передач має кілька режимів (транспортний, робочий, тяговий, задній хід), в кожному з яких 3-4 передачі, які перемикаються гідромуфтами без розриву потоку потужності (без зупинки, в русі, під навантаженням). В кінцевих передачах (на провідних мостах) застосовані планетарні редуктори.
Трактори серії ХТА-200-02М і ХТА-200-06 мають заднє розташування двигуна, а трактори серії ХТА-300 мають три ведучих мости.

## Модельний ряд

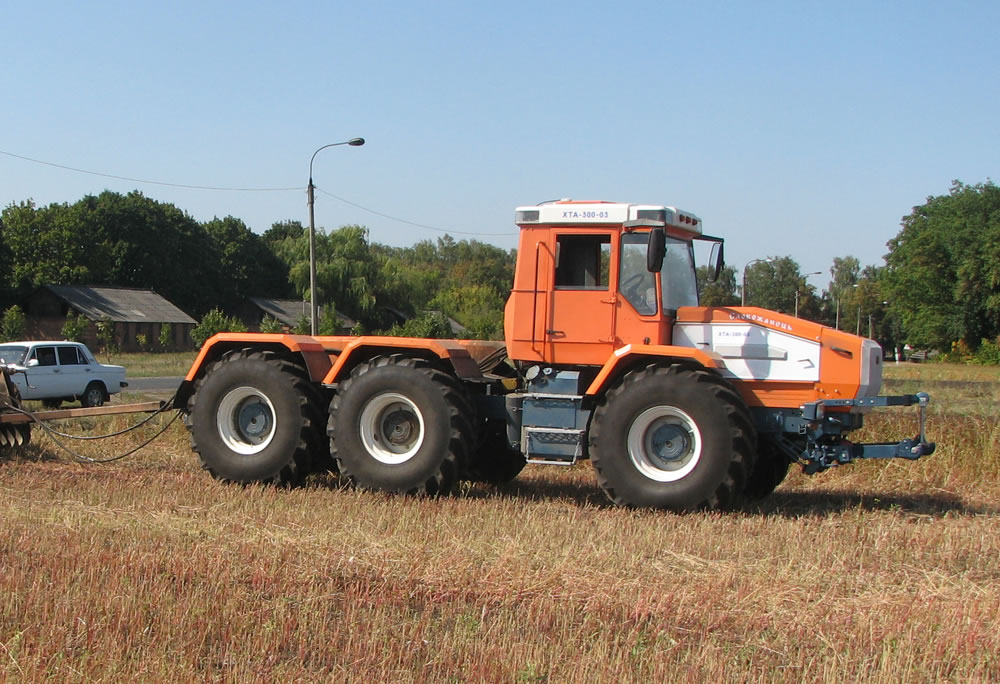
Трьохосний трактор серії «Слобожанець» ХТА-300-03

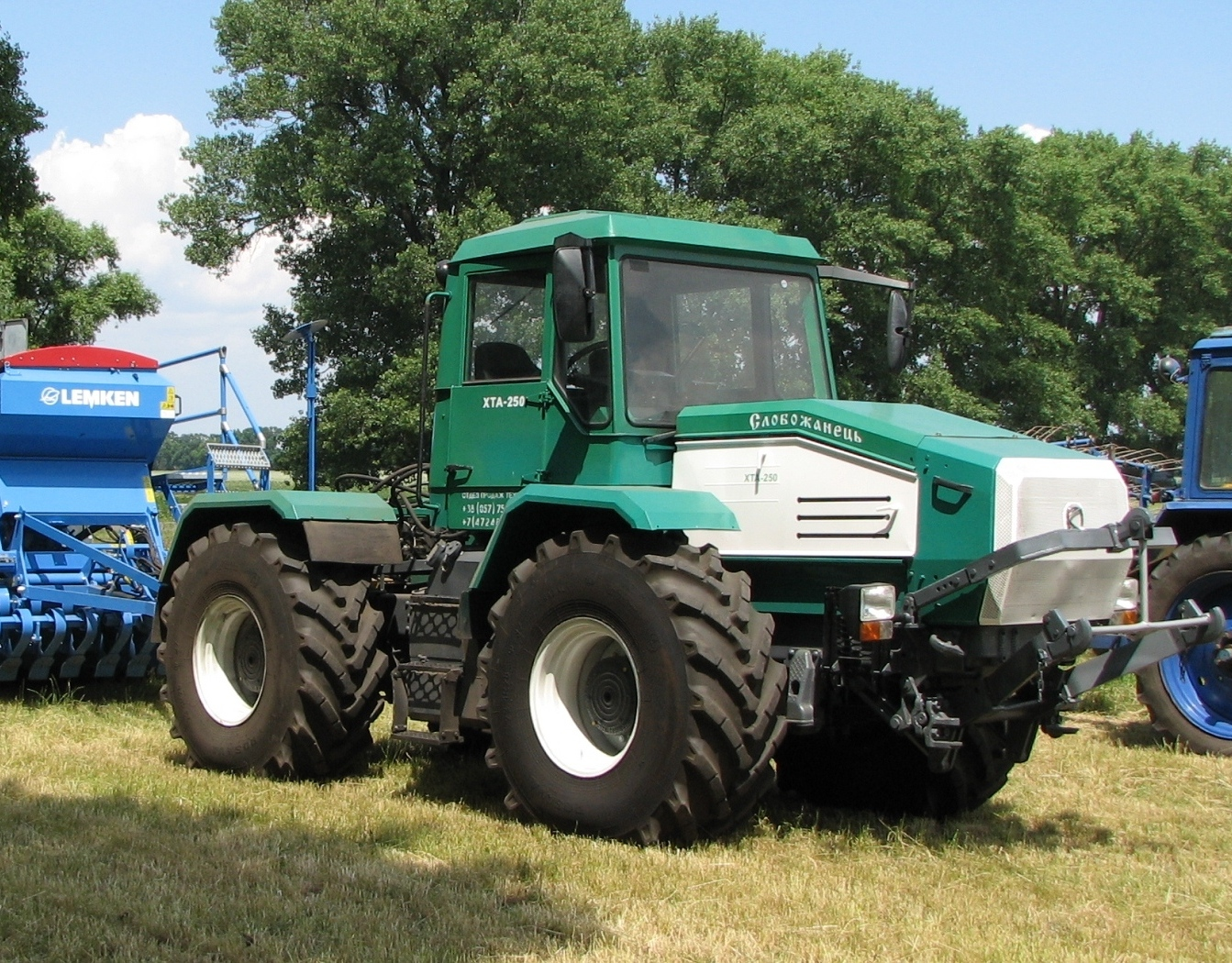
ХТА-250

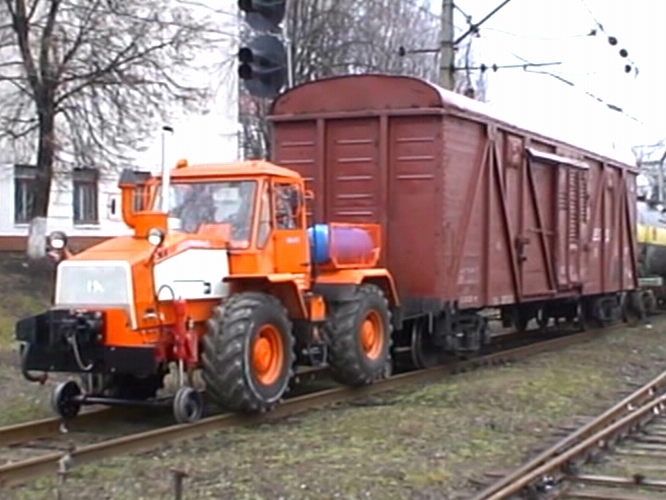
ММТ-2 на основі трактора ХТА-220

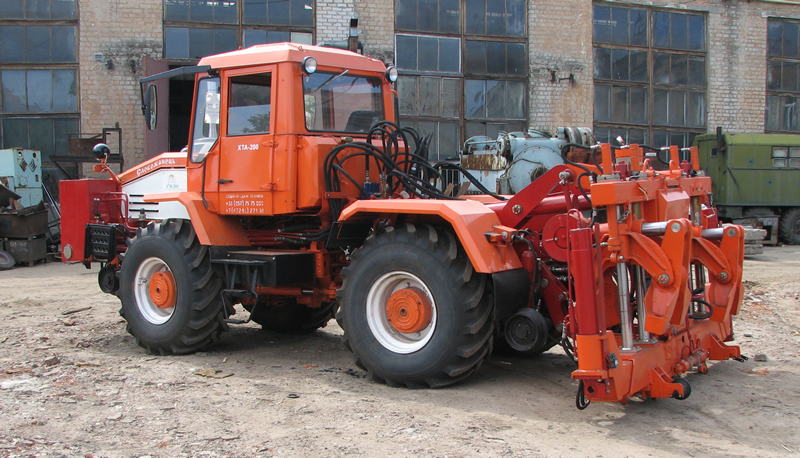
УПМ-1

- ХТА-200-10 — колісний сільськогосподарський універсальний трактор 3-4-го тягового класу, на основі шарнірно-зчленованої рами, з колесами низького тиску рівного діаметра, із заднім навісним пристроєм і ВВП, кабіна з кондиціонером та аудіосистемою, коробка з перемиканням передач на ходу, без розриву потоку потужності. Обладнаний дизельним двигуном Д-260.4 (210к);
- ХТА-200-02М — трактор із фронтальним навісним пристроєм і фронтальним ВВП. Двигун розташований позаду кабіни. Призначений для роботи з пристроями, які розташовуються спереду трактора (лісотехнічні подрібнювачі (подрібнювачі), роторні снігоочисники, бульдозерні відвали та ін.) Має фронтальне навісний пристрій кат. 3 вантажопідйомністю 6т (на осі підвісу), захисні сітки скла кабіни, фар, радіатора;
- ХТА-220-2 — подібний за характеристиками з ХТА-200-10;
- ХТА-250 -10, -21, -23, -30 — колісний сільськогосподарський універсальний трактор 4-го тягового класу, з переднім (опція) і заднім гаковим навісним пристроєм і ВВП, рама з посиленим вертикальним шарніром зчленування напіврам, кабіна з кондиціонером і аудіосистемою, коробка перемикання передач з гідропіджимними муфтами з фрикційними дисками, з дванадцятьма передачами переднього ходу і чотирма — заднього, гідросистема навісного пристрою з чотирьохсекційним розподільником;
- Трактори ХТА-250 -21 оснащуються двигуном BF06M1013FC (Deutz AG) потужністю 256 к. с .;
- Трактори ХТА-250 -23 оснащуються двигуном TAD841VE (АВ VOLVO PENTA) потужністю 252 к. с .;
- Трактори ХТА-250 -30 оснащуються двигуном NEF 67ENTX20.00 (FPT Industrial Sp A) потужністю 238 к. с .;
- ХТА-300-03 — колісний трактор 5-го тягового класу, призначений для роботи з комплексами прямої сівби, роботи за технологією «тягни-штовхай»: оранки, дискового боронування, може використовуватися як база для крана, навантажувача, екскаватора, маніпулятора, міксера, розміщення бункерів об'ємом до 16 м³ і вагою до 12 т, залізничної шляхової машини або маневрового мотовоза.

## Спеціальні машини на базі тракторів «Слобожанець»
На базі тракторів «Слобожанець» серій ХТА-200, ХТА-220, ХТА-250 виробляється ряд спеціальних машин, призначених для роботи в різних галузях господарства:
- Колісний тягач з сідельним пристроєм;
- Лісопромисловий трактор і трелююча машина ХТА-200 і ЛТ-157;
- Траншейні екскаватори БТ-150, ЕТЦ-200, ПЗМ-2;
- Маневровий мотовоз ММТ-2, ММТ-3;
- Універсальна колійна машина УПМ-1М та ін.

Трактори серій ХТА-200 і ХТА-220 агрегатуються бульдозерним обладнанням, бурильно-крановими машинами, трактори ХТА-200-02М оснащуються лісотехнічними подрібнювачами (мульчерами), телескопічними подрібнювачами, ланцюговими кущорізами, роторними снігоочисниками, поворотними бульдозерними відвалами, ХТА-200-06 — ковшами для навантаження цукрових буряків, щелепними захватами, поворотними бульдозерними відвалами, роторними снігоочисниками.

## Міжнародне співробітництво
З 2009 року великовузлове складання «Слобожанців» було освоєне підприємством «Агроимпорт-Техник плюс», м. Шебекіно Білгородської області Росії. У 2010 році вони були там представлені на виставці «Золота Нива» .